# 泰加拉鲻鰕虎鱼
泰加拉鲻鰕虎鱼（学名：Mugilogobius tagala）为鰕虎鱼科鯔鰕虎魚屬的鱼类。分布于台湾岛等。该物种的模式产地在菲律宾。

## 扩展阅读
維基物種上的相關：泰加拉鲻鰕虎鱼